# Chendi
Pour l’article homonyme, voir Carlo Chendi.
Chendi, en arabe شندي, est une ville du Soudan sur la rive droite du Nil, à 150 kilomètres au nord de Khartoum.

## Histoire
Méhémet-Ali, pacha d’Égypte, l'a détruite en 1822, pour venger le meurtre de son fils Ismaïl, qui y avait été tué en 1819.